# Лі Чайлдс
Лі Чайлдс (англ. Lee Childs; нар. 11 червня 1982) — колишній британський тенісист.
Найвищу одиночну позицію світового рейтингу — 251 місце досяг 21 червня 2004, парну — 344 місце — 22 серпня 2005 року.
Найвищим досягненням на турнірах Великого шолома було 3 коло в змішаному парному розряді.

## Юніорські фінали турнірів Великого шолома

### Парний розряд: 1 (1 перемога)
| Результат | Рік  | Турнір                           | Покриття | Партнер       | Суперники                  | Рахунок  |
| --------- | ---- | -------------------------------- | -------- | ------------- | -------------------------- | -------- |
| Перемога  | 2000 | Відкритий чемпіонат США з тенісу | Тверде   | Джеймс Нелсон | Роббі Джінепрі Трес Дейвіс | 6–2, 6–4 |

## Фінали ATP Челленджер і ITF Ф'ючерс

### Одиночний розряд: 6 (2–4)
| Легенда              |
| -------------------- |
| ATP Челленджер (0–1) |
| ITF Ф'ючерс (2–3)    |

| Фінали за покриттям |
| ------------------- |
| Тверде (2–4)        |
| Ґрунт (0–0)         |
| Трава (0–0)         |
| Килим (0–0)         |

| Результат | В-П | Дата     | Турнір                        | Рівень     | Покриття | Суперник           | Рахунок                           |
| --------- | --- | -------- | ----------------------------- | ---------- | -------- | ------------------ | --------------------------------- |
| Поразка   | 0–1 | Жов 2000 | Велика Британія F9, Глазго    | Ф'ючерс    | Тверде   | Жан-Клод Шеррер    | 3–5, 4–5(3–5), 2–4                |
| Поразка   | 0–2 | Жов 2000 | Велика Британія F10, Единбург | Ф'ючерс    | Тверде   | Веслі Муді         | 5–4(8–6), 3–5, 2–4, 5–4(7–5), 3–5 |
| Перемога  | 1–2 | Жов 2000 | Велика Британія F11, Лідс     | Ф'ючерс    | Тверде   | Бернард Парун      | 5–4(7–5), 5–3, 5–3                |
| Поразка   | 1–3 | Жов 2003 | Tumkur, Індія                 | Челленджер | Тверде   | Філіпп Кольшрайбер | 5–7, 6–7(5–7)                     |
| Поразка   | 1–4 | Лис 2005 | Канада F2, Рімускі            | Ф'ючерс    | Тверде   | Бенжамін Бекер     | 6–3, 3–6, 4–6                     |
| Перемога  | 2–4 | Тра 2007 | Греція F2, Сірос              | Ф'ючерс    | Тверде   | Майлз Касірі       | 2–0 ret.                          |

### Парний розряд: 12 (5–7)
| Легенда              |
| -------------------- |
| ATP Челленджер (0–1) |
| ITF Ф'ючерс (5–6)    |

| Фінали за покриттям |
| ------------------- |
| Тверде (4–5)        |
| Ґрунт (0–1)         |
| Трава (1–0)         |
| Килим (0–1)         |

| Результат | В-П | Дата     | Турнір                         | Рівень     | Покриття | Партнер           | Суперники                         | Рахунок                 |
| --------- | --- | -------- | ------------------------------ | ---------- | -------- | ----------------- | --------------------------------- | ----------------------- |
| Поразка   | 0–1 | Вер 1999 | Велика Британія F8, Сандерленд | Ф'ючерс    | Тверде   | Саймон Діксон     | Олівер Фрілав Джефф Ласкі         | 2–6, 4–6                |
| Перемога  | 1–1 | Жов 2000 | Велика Британія F11, Лідс      | Ф'ючерс    | Тверде   | Джеймс Нелсон     | Джеймс Окленд Баррі Фулчер        | 5–4(6–4), 5–3, 2–4, 4–2 |
| Поразка   | 1–2 | Лют 2001 | Велика Британія F1, Ноттінгем  | Ф'ючерс    | Килим    | Джеймс Нелсон     | Олівер Фрілав Джеймс Девідсон     | 4–6, 7–6(7–4), 6–7(1–7) |
| Поразка   | 1–3 | Лис 2001 | Болтон, Велика Британія        | Челленджер | Тверде   | Марк Гілтон       | Жіль Ельсенеер Вім Нефс           | 4–6, 3–6                |
| Поразка   | 1–4 | Тра 2002 | Велика Британія F3, Борнмут    | Ф'ючерс    | Ґрунт    | Марк Гілтон       | Ярослав Левінський Міхал Навратіл | 0–6, 2–6                |
| Поразка   | 1–5 | Кві 2005 | Велика Британія F6, Бат        | Ф'ючерс    | Тверде   | Александер Флок   | Росс Гатчінс Мартін Лі            | 6–7(4–7), 3–6           |
| Поразка   | 1–6 | Вер 2005 | Велика Британія F11, Ноттінгем | Ф'ючерс    | Тверде   | Мартін Лі         | Олів'є Шарруен Фредерік Сундстен  | 3–6, 6–3, 3–6           |
| Поразка   | 1–7 | Лис 2005 | Канада F2, Рімускі             | Ф'ючерс    | Тверде   | Фредерік Сундстен | Росс Гатчінс Джеймі Маррей        | 6–7(5–7), 6–7(6–8)      |
| Перемога  | 2–7 | Лип 2006 | Велика Британія F9, Філікстоу  | Ф'ючерс    | Трава    | Люк Буржуа        | Росс Гатчінс Джошуа Гудолл        | 4–6, 6–3, 7–6(7–3)      |
| Перемога  | 3–7 | Кві 2007 | Велика Британія F7, Бат        | Ф'ючерс    | Тверде   | Росс Гатчінс      | Тома Оже Ловро Зовко              | 1–6, 6–4, 6–4           |
| Перемога  | 4–7 | Кві 2007 | Велика Британія F8, Бат        | Ф'ючерс    | Тверде   | Люк Буржуа        | Джеймі Дельгадо Ловро Зовко       | 3–6, 5–3 ret.           |
| Перемога  | 5–7 | Тра 2007 | Греція F2, Сірос               | Ф'ючерс    | Тверде   | Едвард Коррі      | Ієн Аткінсон Шон Торнлі           | 6–3, 7–5                |